# 贛江
贛江（かんこう、拼音: gàn jiāng）、あるいは贛水（かんすい）は、中華人民共和国を流れる川の一つで、鄱陽湖に流入している長江右岸の支流。江西省を南北に貫く江西最大の川である。江西省の別名・「贛」（かん）はこの川に由来する。長さは751km（支流の源流まで合わせた長さは991km）。

## 名の由来

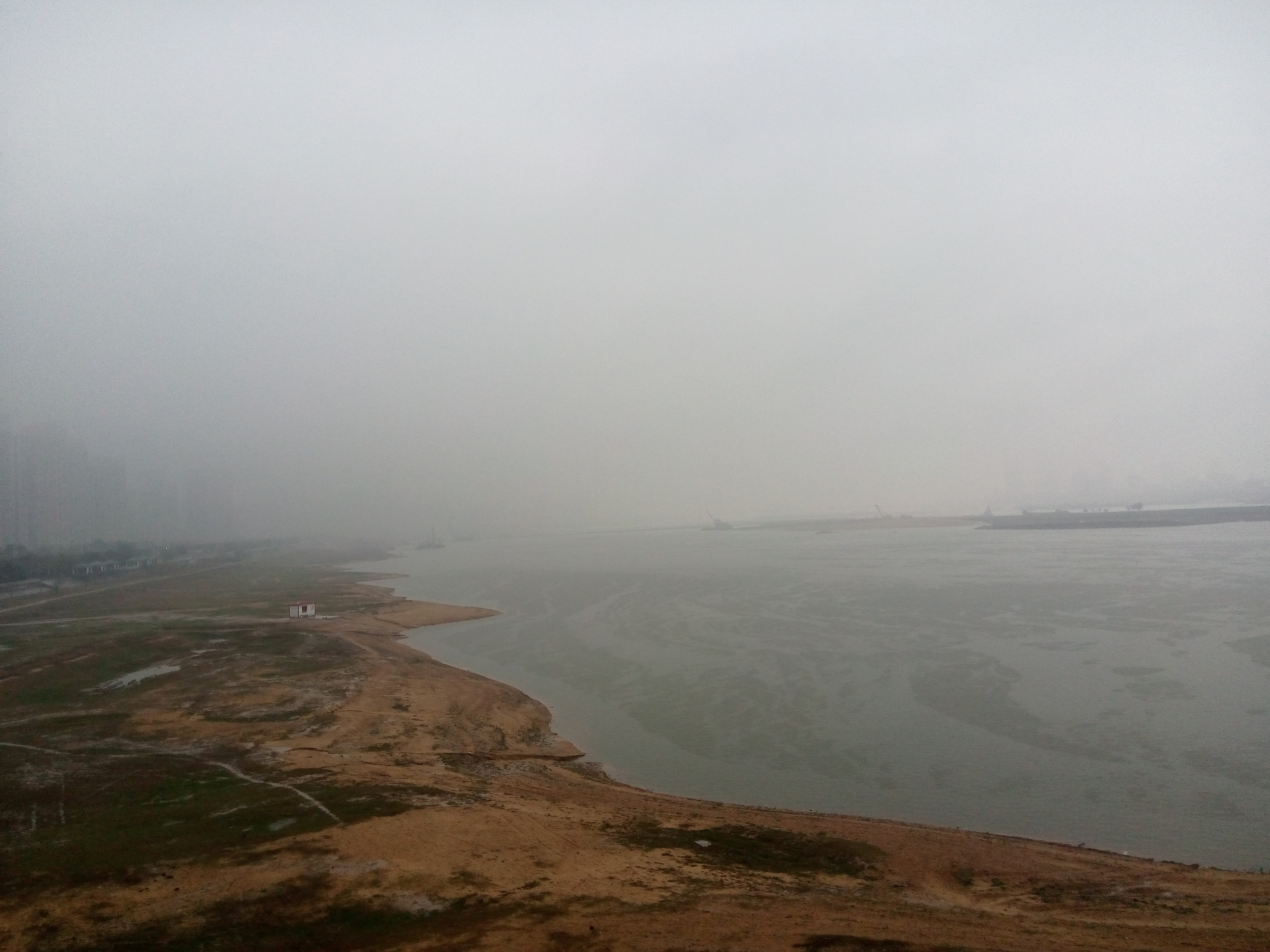
南昌市を流れる贛江

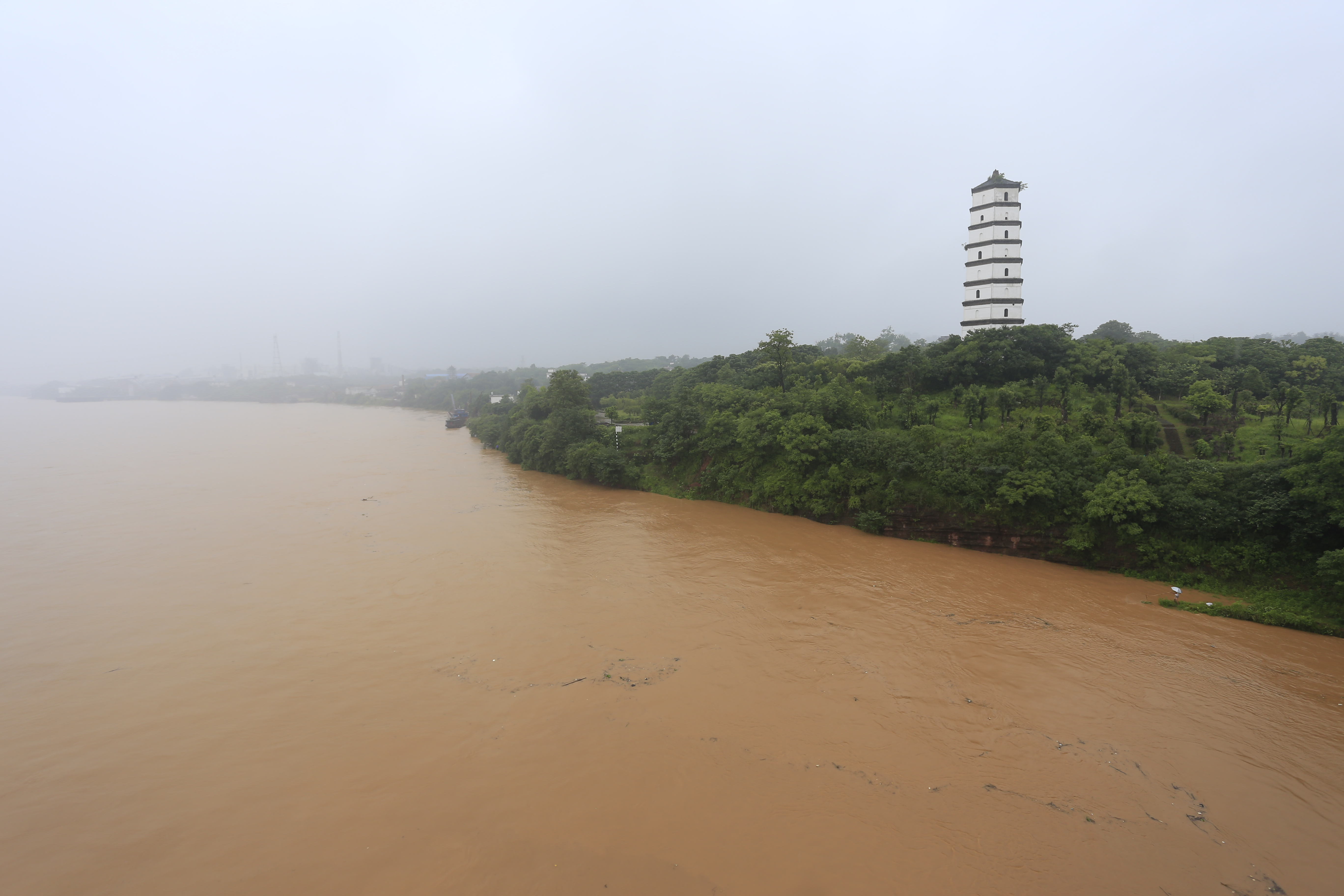
贛州玉虹塔と贛江

贛江は、古代には「灨」または「淦」とも書いた。秦より前の時代には贛江は「楊漢」と呼ばれ、漢代には「湖漢」と呼ばれた。贛水という名の初出は「山海経」の巻十三「海内東経」で、「贛水は聶都山より出て、東北に流れ、彭澤の西に入る」とある。
贛江という名の由来には諸説あるが、主要なものには「章貢合流説」と「贛巨人説」がある。
章貢合流説
章貢合流説は最も一般的に流布している説である。江西省南部の山地を流れる「章水」と「貢水」という二つの川が贛州市（章貢区）で合流し贛江となっている。このため、左に章の字、右に貢の字を組み合わせて「贑」の字が生まれ、これが転じ「贛」になったとする説である。この説の問題点は、「贛」の字は秦代以前に出現している反面、「贑」の字は唐代以後にしか出現していないことにある。
贛巨人説
贛巨人（かんきょじん）とは古代中国の言い伝えで南方に住むとされていた巨人である。「山海経」の中の「海内経」に初出し、「南方には贛巨人があり、人面をし腕が長く、体は黒くて毛が生え、かかとは反り返っている」とある。晋代の郭璞による「山海経」への注では、「今の交州・南康郡（江西省南部周辺）には、深い山中にはこのようなものが住んでいる。…南康には現在は贛水があり、この人たちが住んでいることからこの川の名がついた」とある。

## 地理
贛江は、贛州市章貢区で二つの支流、すなわち東の貢水と西の章水が合流して生まれる。
贛江の東の水源は、石城県の武夷山・黄竹嶺である。最初は綿水と呼ばれ、瑞金市を流れる。会昌県で湘水と合流して貢水という名になり、于都県、贛県区、章貢区へ流れる。この川の水源が贛江の水源地とされている。
西の源流である章水は崇義県の聶都山・張柴洞を水源とする。大余県、上猶県、南康区、贛県区、章貢区と流れ、章貢区の八境台で貢水と合流し、ここから贛江と呼ばれるようになる。
章貢区で合流した贛江は、曲がりくねりながら北へ流れ、万安県、泰和県、吉安県、吉州区、青原区、吉水県、峡江県、新幹県、樟樹市、豊城市を経て、南昌市の新建区、南昌県に入り、四つに分流して鄱陽湖に流入する。
贛州市までが上流で、山地の中を縦横に走り、支流は非常に多い。主要な支流には湘水、濂江、梅江、平江、桃江、上猶江などがあり、章水または貢水に合流している。
贛州市から新幹県までが中流である。贛州市から万安県までの区間では、川が遂川・上猶山地を貫いて流れているため峡谷と急流が多かったが、万安水力発電所のダム建設で急流のほとんどは水没した。万安県から下流では、川は吉泰盆地に入り、川幅は広く流れも緩やかになる。中流での支流には孤江、遂川江、蜀水、禾水、瀘水河など比較的大きな川があり、水量もここで増大する。吉水県から新幹県までの区間は武功山脈の支脈を貫くため、長い峡谷になっている。
新幹県から先は下流で、山は後ろへ退き大きな平野となり、川面も幅広くなり流れも非常に緩やかである。袁水および綿河がこの区間での主な支流である。

## 気候・流量
贛江流域の気候は温和で雨量は十分にあり、年平均降水量は1,400mmから1,800mmに達する。贛江の年平均流量は687億立方mで、黄河よりも多い。ただし一年間の雨量分布は均等ではないため水量の少ない時期もあり、また川床は浅いため、水運は中流・下流にほぼ限られる。万安ダム建設後は水量不足も改善され、本流では一年を通して100トンから300トンの貨物船や客船が航行できる。万安水力発電所は最大出力360万KWで、現在江西最大の発電所である。
江西省・広東省の両省を東西に隔てる南嶺山脈のうち、贛江（章水）の上流部には大庾嶺（梅嶺）という山脈がある。この山脈を超える「梅関古道」は、章水沿いの大余県から北江（珠江上流）沿いの南雄市へと超える山道で、秦代から1936年の粤漢鉄道開通までの間、中国北方から嶺南地方へと南下する主要な街道であった。